# Благодатное (Широковский район)
Благодатное (укр. Благодатне) — село,
Чапаевский сельский совет,
Широковский район,
Днепропетровская область,
Украина.
До 2016 года село носило название Чапаевка .
Код КОАТУУ — 1225883301. Население по переписи 2001 года составляло 475 человек .
Является административным центром Чапаевского сельского совета, в который, кроме того, входят сёла
Запорожье,
Весёлая Дача,
Григоровка,
Дачное,
Кошевое,
Надия,
Новоукраинка,
Отрадное,
Оленовка,
Подыдар и
Спасское.

## Географическое положение
Село Благодатное находится на расстоянии в 0,5 км от села Григоровка, в 1-м км от села Новоукраинка и в 2,5 км — село Надия.
Вокруг села несколько ирригационных каналов.

## История
- До 30-х годов село называлось Охримовка.
- 2002 год — в село переведён административный центр сельского совета.

## Экономика
- ООО «Чапаевское».

## Объекты социальной сферы
- Школа.
- Детский сад.
- Амбулатория.
- Дом культуры.